# Bola chutada
Bola chutada é uma expressão utilizada no voleibol usada quando o levantamento é feito em velocidade para evitar a formação do bloqueio adversário. A trajetória da bola é curta, e o levantador deve estar próximo do atacante.

## Variações

### Chutada de Meio
Parecida com a jogada de tempo à frente, mas o atacante e o levantador ficam um pouco mais afastados um do outro. O levantador, em vez de só escorar a bola para a cortada, faz um levantamento em velocidade, quase paralelo à rede.

### Chutada na Ponta
Similar a chutada no meio, mas o levantamento é feito para a ponta, e não para o meio de rede.
Por ser uma bola rápida em direção ao ponta de rede, é usada para atrasar o bloqueador de meio adversário, deixando assim o atacante com um bloqueio simples, ou com um duplo tendo o jogador de meio adversário completamente desequilibrado.